# Rolands Gulbis
Rolands Gulbis (ur. 17 listopada 1974, Kuldyga) – łotewski trójboista siłowy i strongman.
Drużynowy Drugi Wicemistrz Świata Par Strongman 2005.

## Życiorys
Rolands Gulbis pracuje w ochronie.
Mieszka w Rydze.
Wymiary:
- wzrost 188 cm
- waga 125 - 130 kg
- biceps 52 cm
- klatka piersiowa 140 cm

Rekordy życiowe:
- przysiad 300 kg
- wyciskanie 242,5 kg
- martwy ciąg 310 kg

## Osiągnięcia strongman
- 2002
  - 5. miejsce – Mistrzostwa Łotwy Strongman[3]
- 2005
  - 5. miejsce – Puchar Świata Siłaczy 2005: Mińsk
  - 3. miejsce – Drużynowe Mistrzostwa Świata Par Strongman 2005
  - 8. miejsce – Puchar Świata Siłaczy 2005: Chanty-Mansyjsk

- 2006

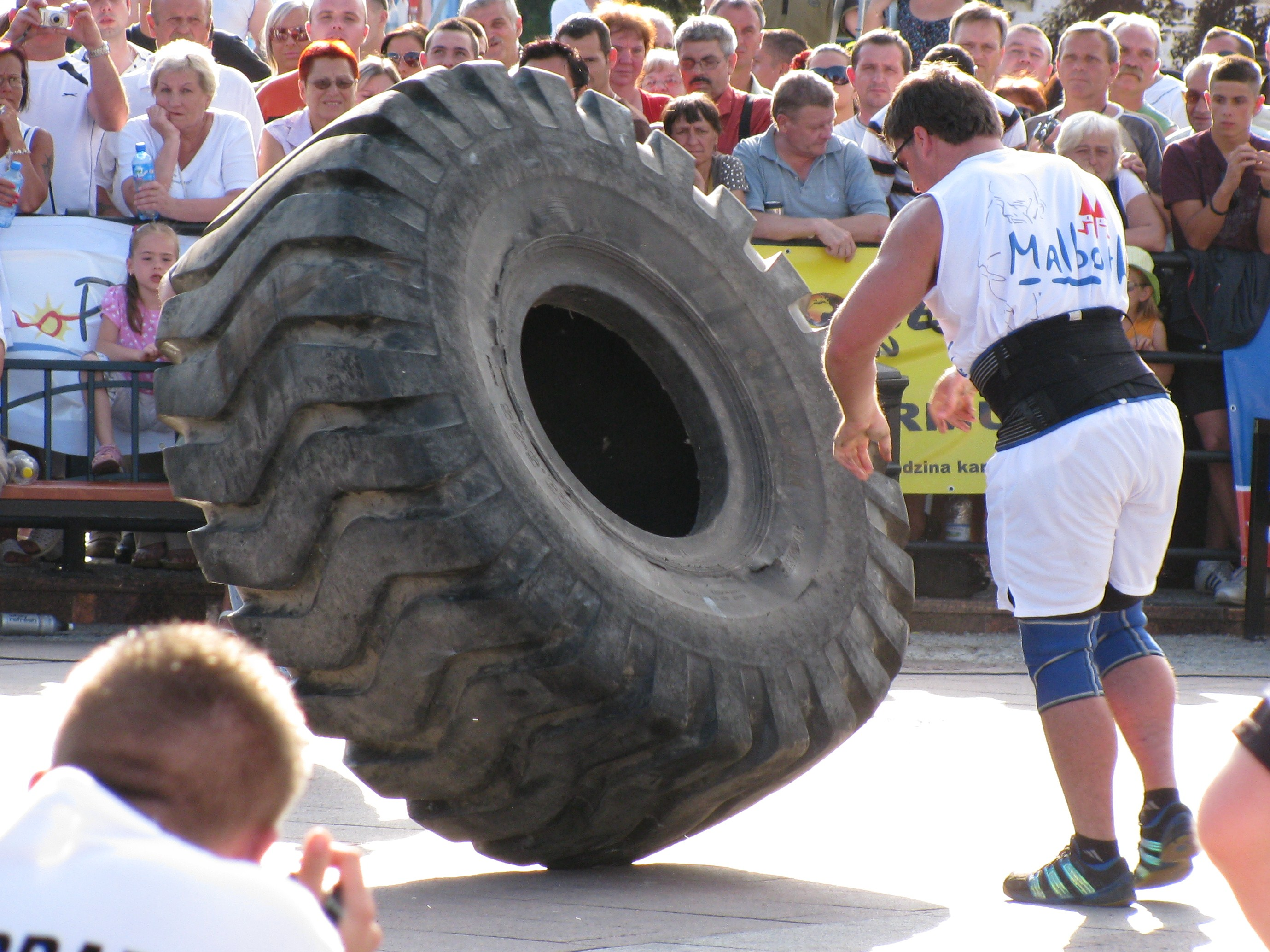
Rolands Gulbis w Przerzucaniu opony.

  - 11. miejsce – Puchar Świata Siłaczy 2006: Mińsk
  - 5. miejsce – Puchar Świata Siłaczy 2006: Moskwa
- 2007
  - 9. miejsce – Puchar Świata Siłaczy 2007: Moskwa
- 2008
  - 6. miejsce – WSF Puchar Świata 2008: Irkuck
  - 11. miejsce – The Globe's Strongest Man, Grand Prix Moskwy[4]
  - 2. miejsce – Polska kontra Europa
  - 3. miejsce – Mistrzostwa Wspólnoty Niepodległych Państw i Krajów Bałtyckich Strongman w Parach[5]
- 2009
  - 8. miejsce – Super Seria 2009: Bukareszt
  - 11. miejsce – Giganci Na Żywo 2009: Malbork